# Hingoli
Hingoli ist eine Stadt im indischen Bundesstaat Maharashtra.
Die Stadt ist der Verwaltungssitz des gleichnamigen Distrikts Hingoli. Hingoli hat den Status eines Municipal Council. Die Stadt ist in 28 Wards gegliedert. Sie hatte am Stichtag der Volkszählung 2011 85.103 Einwohner, von denen 43.356 Männer und 41.747 Frauen waren. Hindus bilden mit einem Anteil von über 53 % die Mehrheit der Bevölkerung in der Stadt. Die Alphabetisierungsrate lag 2011 bei 82,34 % und damit deutlich über dem nationalen Durchschnitt.
Die Stadt gehörte einst zum Bahmani-Sultanat und fiel später an Hyderabad.
Der Bahnhof von Hingoli liegt an der Strecke Purna nach Akola.